# 郝德傑道
郝德傑道（英語：Caldecott Road）是香港九龍深水埗區琵琶山的一條道路，由大埔道與大埔公路－琵琶山段交界起向西方的山崗延伸，盡頭本來在門牌10號近長沙灣天主教墳場對上山坡，自從墳場另一邊山頭建成配水庫和抽水站後，路段便被延長。郝德傑道是深水埗區少有的豪宅區，沿線住戶不多，多半是2000呎以上的大面積分層豪宅。

## 名稱起源
郝德傑道是以香港第19任總督郝德傑命名，另因港人較少使用「郝」字，亦對這個字認知不深，它的音調（粵音同「確」）每每被唸成「赫」（粵音同「嚇」），甚至誤寫為「赫德傑道」，跟位於尖沙咀的赫德道混淆。
2015年2月9日香港大學以9.01億元向政府產業署購入郝德傑道8至10號舊政府宿舍合共46個單位及46個車位，以供外國訪港學者暫住。該地盤面積約5.86萬方呎，最高可建樓面約14.91萬方呎。每個單位實用面積2730呎，以單位面積計，平均實用呎價僅約7,172元。

## 沿線建築物
- 嘉珀山（The Caldecott）（琵琶山政府宿舍舊址重建）
- 郝德傑山（Caldecott Hill）（琵琶山政府宿舍舊址重建）
- 保良局蔡繼有學校（柏立基教育學院舊址重建）
- 長沙灣天主教墳場（St. Raphael's Catholic Cemetery）
- 郝德傑道8至10號（香港大學訪港學人宿舍）（原琵琶山政府宿舍）

## 公共交通
由於郝德傑道沒有足夠人口支持一條獨立服務該區的公共交通，自唯一獨立服務該區的公共交通九龍區專線小巴30M線於2011年8月8日起停辦後，如欲前往該區的市民，需改乘途經大埔道的專利巴士路線再步行前往，包括：

## 外部連結
维基共享资源上的相關多媒體資源：郝德傑道